# Glicosfingolipidi

Sfingosina

I glicosfingolipidi sono una sottoclasse degli sfingolipidi (un tipo di glicolipidi) aventi la testa polare costituita da uno o più zuccheri. Sono formati da monosaccaridi o oligosaccaridi uniti ad una molecola di sfingosina con legame O-glicosidico sull'ossidrile (OH) primario di quest'ultima (cui è sempre legato un acido grasso con legame ammidico sul gruppo amminico del carbonio 2). La sfingosina, insieme alla catena idrocarburica legata con legame ammidico, ne costituisce la parte idrofoba, mentre la parte saccaridica (insieme all'ossidrile sul carbonio 3 della sfingosina) ne costituisce la parte polare.
I glicosfingolipidi svolgono un ruolo chiave sulla superficie cellulare, perché possono servire da siti per il riconoscimento biologico, agendo da determinanti dei gruppi sanguigni: questi ultimi sono determinati in parte dai gruppi oligosaccaridici di semplici glicosfingolipidi che ancorano la molecola alla membrana.